# 倒叶耳蕨
倒叶耳蕨（学名：Polystichum yuanum）为鳞毛蕨科耳蕨属下的一个种。

## 扩展阅读
維基物種上的相關：倒叶耳蕨